# Passiflora brachyantha
Passiflora brachyantha L.K. Escobar – gatunek rośliny z rodziny męczennicowatych (Passifloraceae Juss. ex Kunth in Humb.). Występuje endemicznie w Andach w południowym Ekwadorze.

## Rozmieszczenie geograficzne
Rośnie endemicznie w Andach w południowym Ekwadorze w prowincji Loja.

## Biologia i ekologia
Występuje w wyższym lesie andyjskim na wysokości 2500 m n.p.m. Gatunek jest znany z jednej subpopulacji, z jednego okazu opisanego w 1979 roku.

## Ochrona
W Czerwonej księdze gatunków zagrożonych został zaliczony do kategorii EN – gatunków zagrożonych wyginięciem. Niszczenie siedlisk jest jedynym zagrożeniem. Jedyny okaz został opisany w 1979 roku. Krzewiasta roślinność na tym obszarze była regularnie spalana i dobrze zbadana przez botaników. Możliwe jest, że Passiflora brachyantha jest gatunkiem wymarłym.